# 콜턴 포드
콜턴 포드(Colton Ford, 1962년 10월 12일 ~ 2025년 5월 19일)는 미국의 전직 게이 포르노 배우이다. 현재는 영화 배우와 가수로 활동하고 있다.